# 贝勒圣堂
《贝勒圣堂》（Baelor）是美国HBO历史奇幻电视剧《权力的游戏》第一季的第九集，也是该季的倒数第二集。本集于2011年6月12日首播，由剧集主创兼执行制片人大卫·贝尼奥夫和D·B·魏斯共同执笔编剧，并由首次执导该剧的艾伦·泰勒担任导演。
本集剧情聚焦多条故事线：奈德·史塔克（肖恩·宾饰）因叛国罪被囚禁后，在是否通过虚假供述拯救女儿的抉择中挣扎，最终被乔佛里·拜拉席恩（杰克·格里森饰）下令斩首。史塔克的妻子凯特琳（米歇尔·菲尔利饰）与瓦德·佛雷侯爵（大卫·布拉德利饰）谈判获取战略渡口使用权，与此同时他们的长子罗柏（理查德·麦登饰）则在与兰尼斯特家族展开人生首场战役。与此同时，琼恩·雪诺（基特·哈灵顿饰）意外发现伊蒙学士（彼得·沃恩饰）的隐秘身份，而丹妮莉丝·坦格利安（艾米莉亚·克拉克饰）为救治重伤的卓戈卡奥（杰森·莫玛饰），奋起反抗多斯拉克士兵科索（达尔·萨利姆饰），并挑战部落传统。剧名所指的雕像下，艾莉亚·史塔克目睹其父遭遇处决。
本集收获评论界高度赞誉，演员表演备受推崇，奈德·史塔克被斩首的震撼场景更被视作全剧里程碑时刻，多家媒体称其呈现了“大胆而悲壮的史诗级终章”。在美国，该集首播时收视观众达266万人次。本集获得了艾美奖剧情类电视剧杰出编剧奖提名，彼特·丁拉基凭借剧中表现斩获“剧情类最佳男配角”殊荣。
本集是肖恩·宾饰演的奈德·史塔克在本季中最后一次亮相。

## 剧情

### 在拉扎尔
卓戈卡奥因伤口感染而日渐衰弱，乔拉·莫尔蒙警示丹妮莉丝：若卡奥殒命，其血盟卫必将争夺继承权，届时她与腹中胎儿性命难保。丹妮莉丝执意守护丈夫，命弥丽·马兹·笃尔施展血魔法。女巫施咒时严令禁入营帐，乔拉被迫斩杀试图破禁的科索。丹妮莉丝意外早产，多斯拉克接生婆却冷眼旁观。万般无奈下，乔拉只得将临盆的丹妮莉丝抱入卓戈营帐寻求弥丽救治。

### 在绝境长城
杰奥·莫尔蒙将他祖传的瓦雷利亚钢剑“长爪”赠予琼恩·雪诺。琼恩很伤心自己不能和罗柏一起对抗兰尼斯特家族。
伊蒙学士向琼恩透露，他是伊蒙·坦格利安，即疯王伊里斯的叔父、丹妮莉丝·坦格利安的叔祖父，并告诉琼恩，他必须在守夜人和他的家人之间做出的选择将会伴随他的一生。

### 在河间地
史塔克军队抵达了由瓦德·佛雷控制的桥头堡“孪河城”，佛雷同意让军队过河并承诺出兵，条件是罗柏和艾莉亚·史塔克必须分别与他的两个孩子联姻。
提利昂·兰尼斯特怀疑他的父亲泰温有意让他送死，因为泰温决定让他和他的蛮族部落队伍打头阵。当提利昂、波隆和妓女雪伊互相讲述往事时，提利昂透露他曾娶了一个女人，但他的父亲揭露他的妻子是个妓女，并让提利昂眼睁睁地看着他的守卫轮奸了她。
当史塔克家族的一支军队逼近时，提利昂在混乱中被踩踏，恢复意识后发现战斗已经结束。泰温发现史塔克的军队只有2000人，而不是他原本预期的2万人。
另一边罗柏兵分两路，率领剩余的18000名士兵大败詹姆·兰尼斯特的军队，并成功俘虏了詹姆。

### 在君临城
在瓦里斯告知他珊莎·史塔克的性命也危在旦夕后，奈德·史塔克同意做虚假供认，并向乔佛里·拜拉席恩国王宣誓效忠。
艾莉亚·史塔克发现人群聚集要观看对她父亲的审判，便爬上了受神祝福的贝勒雕像。奈德注意到艾莉亚，并向守夜人招募官尤伦示警。在珊莎、瑟曦·兰尼斯特、乔佛里及御前会议面前，奈德承认叛国罪并向乔佛里宣誓效忠。然而乔佛里并未如先前承诺般饶恕奈德，反而下令将他处决，这令所有人——尤其是珊莎——惊恐万分。在看到艾莉亚已被尤伦救走后，奈德坦然接受命运，被自己的剑斩首，而无力反抗的艾莉亚则被尤伦带到安全的地方。

## 制作

### 编剧
该剧集由主创大卫·贝尼奥夫和D·B·魏斯执笔，改编自乔治·R·R·马丁的原著小说。
本集标题所指的“贝勒圣堂”是君临城的主要宗教建筑，本集的关键场景即发生于此。在乔治·R·R·马丁构建的世界中，贝勒一世·坦格利安是前个世纪的国王，被尊为七神信仰的守护者与支持者。《贝勒圣堂》一集改编自原著小说以下章节：《艾德XV》、《凯特琳IX》、《琼恩VIII》第八章、《提利昂VIII》、《凯特琳X》、《丹妮莉丝VIII》以及《艾莉亚V》（原著第59-61章及63-66章）。
提利昂、波隆和雪伊之间的饮酒游戏场景是专为本集编写的，但提利昂与泰莎不幸婚姻的故事则取自书中之前的章节。雪伊的背景从维斯特洛人改为外国人，以适应凯基莉的口音。其他与原著显著不同的地方包括罗柏·史塔克分兵策略的整体调整，以及伊蒙学士解释的坦格利安家族世系变化：在电视剧改编中，“疯王”被描述为伊耿五世的儿子，而非孙子（从而在国王继承顺序中删除了杰赫里斯二世）。

### 选角

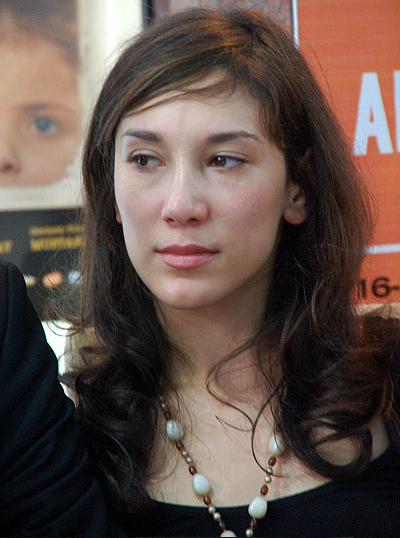
西贝尔·凯基莉饰演妓女雪伊一角。

《贝勒圣堂》一集标志着德国女演员西贝尔·凯基莉首次亮相，她饰演妓女雪伊。执行制片人乔治·R·R·马丁评论说，她在试镜中表现出色，当时她试演的是绿叉河战役前夜雪伊在帐篷里与提利昂相遇的场景。马丁表示：“很多美丽的年轻女性试镜雪伊这个角色。[...] 但雪伊还有另一面。她不像经验丰富的妓女那样老练和冷酷。她身上仍有一种邻家女孩的特质，一种脆弱感、顽皮感，以及，没错，纯真感。[...] 我们所有的雪伊候选人都非常性感。但只有少数人捕捉到了那种特质，大概二十人中有三个，而西贝尔是最突出的。[...] 观看那些试镜，任何热血男儿都会想把我们所有的雪伊候选人带上床。但西贝尔还能让你爱上她。”

### 拍摄地点
贝尼奥夫和魏斯之所以聘请艾伦·泰勒执导本集，是因为他在两人最喜欢的几部电视剧中的出色表现。两位制作人指出，泰勒以执导电视剧中主要角色死亡的剧集而闻名，如《罗马》中的凯撒大帝、《朽木》中的狂野比尔·希科克以及《黑道家族》中的克里斯托弗·莫尔蒂桑蒂等。他们还钦佩泰勒的导演风格，称他的镜头“具有电影感且精准”。

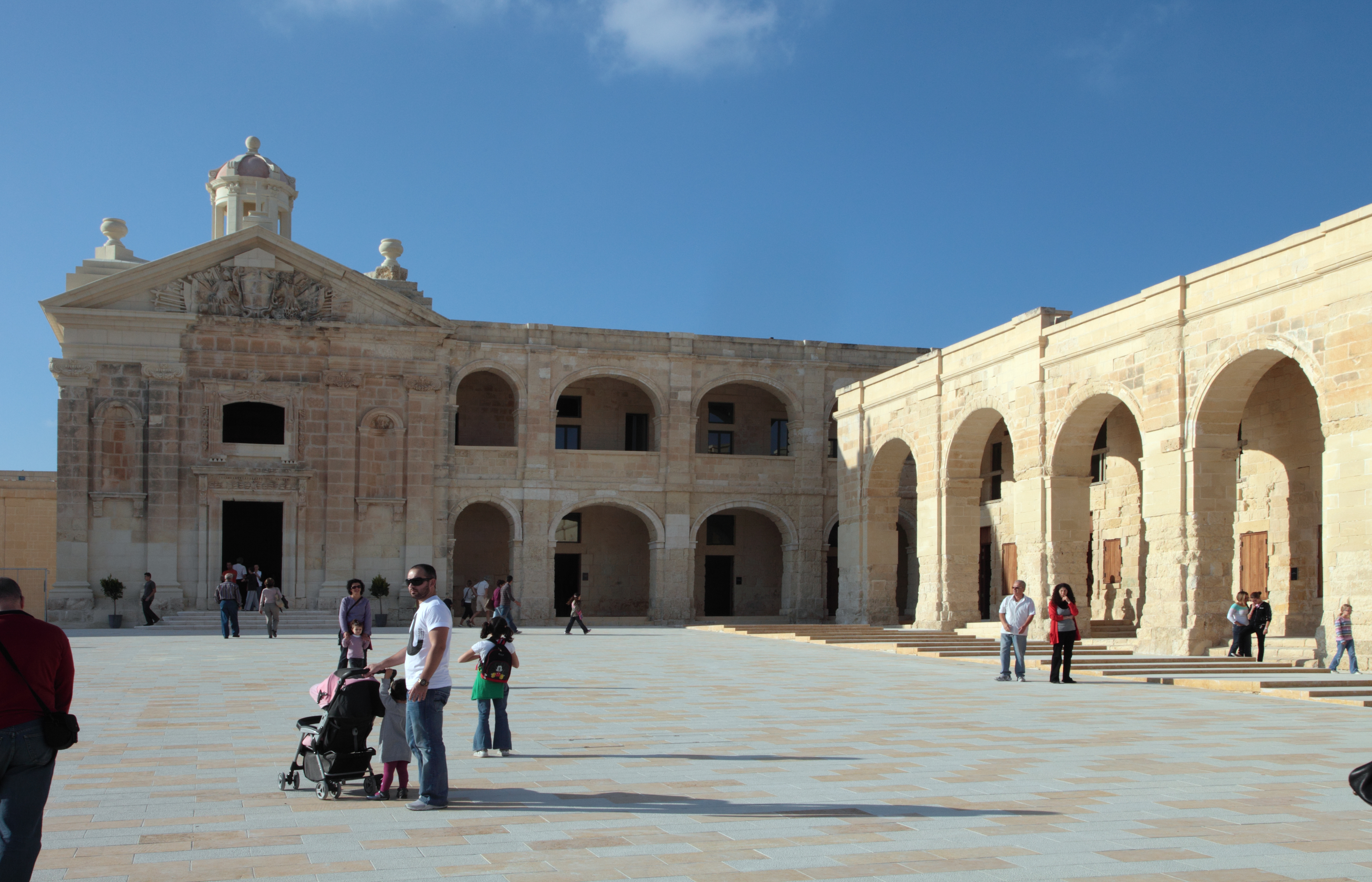
贝勒大圣堂的场景在马耳他的曼努埃尔堡拍摄。

本集的内景是在贝尔法斯特附近的彩绘大厅工作室拍摄的。同样位于北爱尔兰的沃德城堡庄园地区则用于实地拍摄史塔克和兰尼斯特的营地、渡口，以及绿叉河和耳语森林的战场。
贝勒大圣堂前的高潮场景是在马耳他小镇格茨拉的曼努埃尔堡拍摄的。拍摄于2010年10月的最后一周进行。

### 执行
多年后，主创D·B·魏斯评论道，选择这种直白的斩首场景风格，部分原因是为了向观众明确表明，尽管奈德·史塔克可以说是第一季的主角，但他确实已经死了：“这就是那条规则：‘如果你没看到尸体，那他们就不算真的死了。’就像我们砍掉奈德的头时，我们不想要像《巨蟒剧团》那样血如泉涌的场面，但我们需要看到刀刃切入他的脖子，并在刀刃砍到脖子中间时切出画面。[...] 我们需要让奈德的死毫无歧义。”马丁对泰勒处理史塔克斩首的方式感到满意，认为“奈德·史塔克的死不可能拍得更好”。

## 评价

### 评级
《贝勒圣堂》在美国首播时吸引了270万观众，与前一集的收视率持平，创下本季最高纪录。当晚的总收视人数（包括重播）略低，为340万观众。在英国，该集有104.3万观众收看，成为当周收视率最高的节目。

### 主流评论
该剧集在评论界获得了极高的赞誉。评论聚合网站烂番茄调查了19篇关于该集的评论，判定100%为正面评价，平均得分为9.52（满分10分）。网站的评论共识写道：“《贝勒圣堂》在略微偏离原著的基础上，展现了出色的表演和大胆、前所未有的高潮。”AV Club的评论员艾米丽·范德沃夫（Emily VanDerWerff）给予该集A级评价，称其为“毫无疑问是《权力的游戏》迄今为止最精彩的一集”，大卫·西姆斯（David Sims）则认为该集“非常出色”，结局“肯定会震撼观众的心灵（并击碎他们的心）”。IGN的马特·福勒（Matt Fowler）给本集打了满分“10分”，称其为“一部干净利落、史诗般的剧集，带有大胆而悲剧性的结局”，并具有“令人钦佩的对观众蔑视的暗流”。
大多数评论的焦点都集中在高潮的最后一幕，该场景的导演和表演受到了评论家的普遍赞誉。Cultural Learnings的撰稿人迈尔斯·麦克纳特（Myles McNutt）表示：“最后的镜头，艾莉亚仰望天空，一切归于寂静，她只看到鸟儿飞翔，这一幕令人难忘。艾伦·泰勒的导演完美呈现了那一刻的混乱与无奈。”HitFix的艾伦·塞宾沃尔认为：“最后一幕的拍摄非常精美，肖恩·賓演绎的疲惫和麦茜·威廉姆斯的惊恐完美传达了情感，尽管场景显得如此混乱。”
这一幕的情感冲击力深深打动了许多评论家：《大西洋月刊》的斯科特·梅斯洛（Scott Meslow）称其为“一场绝对噩梦般的场景”，并将艾德的死描述为“其屈辱令人恐惧”。Televisionary的杰斯·莱科布（Jace Lacob）和AOL TV的莫琳·瑞安承认在本集的戏剧性结局中流下了眼泪。后者认为这一幕场景“非常精湛”，并认为视觉媒介和艾伦·泰勒的出色工作使其比书中的原版更有影响力。 
除了最后一场戏，剧组还讨论了其他方面：Westeros.org的埃利奥·加西亚（Elio Garcia）注意到了理查德·麦登的演技以及弗雷家族的出场方式。瑞安称赞了艾米莉亚·克拉克在饰演丹妮莉丝时所表现出的广泛情感，以及彼特·丁拉基在剧集中对提利昂沮丧和困惑的演绎。她和麦克纳特都很高兴提利昂与波隆和雪伊在帐篷里的暴露戏没有像过去的剧集那样以性爱来吸引观众。
但评论界对关于制片人决定不描绘史塔克家族和兰尼斯特家族之间的两场战斗的优点存在争议。瑞安对此表示批评，并承认“有点失望，许多主要角色卷入了一场战争，而我们却看不到。”西姆斯对未能看到打斗场面表示遗憾，尽管他表示理解预算限制，但他觉得“所有这些屏幕外的战斗只是让我对屏幕上的战斗更加期待。”塞宾沃尔总结道：“理想情况下，我们会在某个时候看到一些史诗般的、勇敢的心级别的战斗场景，但我也尊重这里的时间和预算要求。那种场景花费巨大，而且会占用大量屏幕时间，我认为最终我宁愿花时间，比如我们在战斗前夜在提利昂的帐篷里度过的时光，听到他前妻的悲惨故事，以及让处决场景看起来如此出色的成本，而不是让剧集给我们一两个长时间的战斗场景。”
2013年，《电视指南》将本集最后一幕评为有史以来第二大转折。

#### 获奖和提名
| 年份 | 奖项                   | 类别                           | 被提名人                     | 结果 |
| ---- | ---------------------- | ------------------------------ | ---------------------------- | ---- |
| 2011 | 艾美奖黄金时段创意艺术 | 剧情类最佳男配角               | 彼特·丁拉基饰提利昂·兰尼斯特 | 獲獎 |
| 2011 | 艾美奖黄金时段创意艺术 | 剧情类电视剧杰出编剧奖         | 大卫·贝尼奥夫和D·B·魏斯      | 提名 |
| 2011 | IGN 奖项               | 最佳电视剧集                   |                              | 獲獎 |
| 2011 | IGN 奖项               | 最佳电视剧转折                 |                              | 獲獎 |
| 2011 | IGN 最佳选择奖         | 最佳电视剧集                   |                              | 提名 |
| 2011 | IGN 最佳选择奖         | 最佳电视剧转折                 |                              | 獲獎 |
| 2012 | 美国电影剪辑师         | 最佳非商业电视一小时系列剧剪辑 | 弗朗西丝·帕克                | 提名 |
| 2012 | 电影音响协会奖         | 杰出混音成就奖（一小时电视剧） | 罗南·希尔、马克·泰勒         | 提名 |